# Hagino Kodai
Kodai Hagino (sinh ngày 20 tháng 6 năm 2000) là một cầu thủ bóng đá người Nhật Bản.

## Sự nghiệp câu lạc bộ
Kodai Hagino đã từng chơi cho Nagoya Grampus.